# エンジンオイル

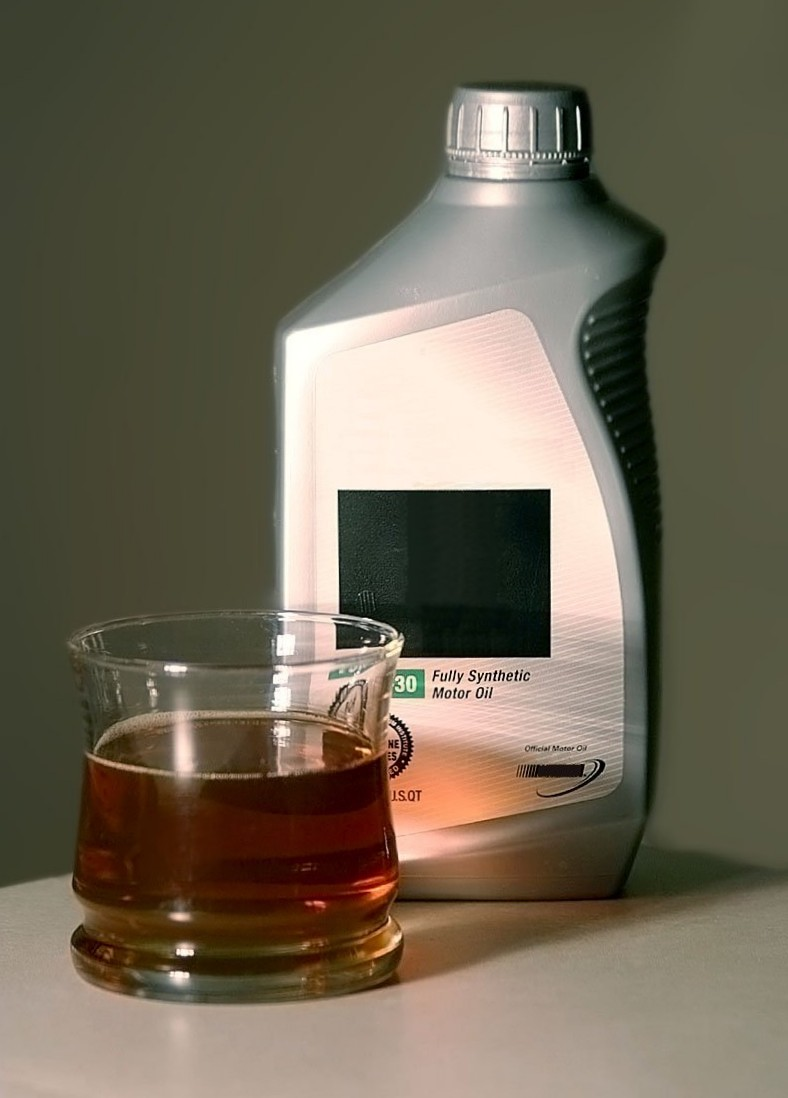
エンジンオイル

エンジンオイル（英: engine oil）とは、エンジンに使用するための油であり、様々な機能のために使用されるが、主となる潤滑作用を元に潤滑油とも呼び、モーターオイル（motor oil） と呼ぶこともある。
ここでは、主に自動車やオートバイ（二輪車）などに使われるエンジン用のエンジンオイルについて述べる。

## 概要

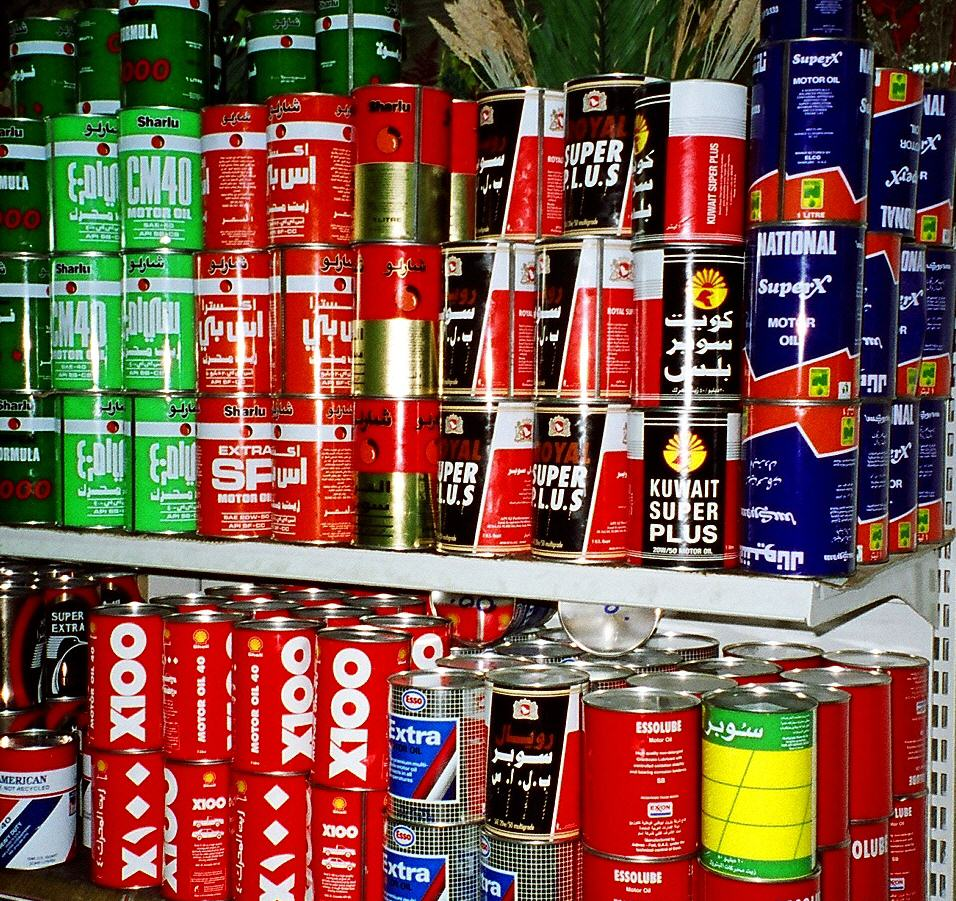
一般利用者向けに販売されているエンジンオイル

エンジンの動作に必須であり、エンジン内各部へ行き渡ることで後述するような様々な機能を担っている。
自動車やオートバイで多く採用される4ストロークエンジンでは、エンジンオイルはエンジン内各部を循環している。停止時のエンジンオイルは、ウェットサンプエンジンならエンジン底部に取り付けられているオイルパン（オイル溜り）に、ドライサンプエンジンなら独立したオイルタンクに溜まっているが、エンジンが稼動し始めるとオイルパンやオイルタンクにあるオイルがオイルポンプにより吸い上げられ、オイルフィルターやストレーナーなどを通って濾過され、（一部車種では）車体の前部に取り付けられた空冷式オイルクーラーやエンジン内部の水冷式オイルクーラーを通って冷却され、クランクシャフトやシリンダー壁、動弁機構など、エンジン内の各部へ圧送される。その後、オイルパンやオイルタンクへ戻ってくる。エンジン稼動中にはこの循環が繰り返されている。一部の車種ではオイルパンからオイルポンプを通ってフィルターを通り、オイルパンに戻る濾過のみのルートを別に持つ車種もある。また湿式クラッチや変速装置の潤滑などと兼用されているものもある。
4ストロークエンジンオイルは、エンジンの発する高熱に曝されたりエンジン内に発生した汚れを自らの中に取り込んだりして、徐々にその性能は劣化していく。そこで一定期間ごとにオイルを交換したり補充することで、その性能を回復させる必要が生じる。
かつての一部の自動車、現在でも主に小排気量のバイク、その他チェーンソー等で使用される2ストロークエンジンでは、エンジンオイルは燃料（ガソリン）に少量ずつ混ぜられ、クランクシャフトやシリンダー壁を潤滑した後に燃料と共に燃焼し、排気ガスの一部として排出される。そのため、4ストロークエンジンと違ってオイルは循環せずに使い切りである。オイルの量は減少していくので、適時補充する必要がある。
エンジンオイルは、危険物第4類第4石油類（潤滑油）に分類される。

## 役割
エンジンオイルには、主に以下のような作用がある。
- 潤滑
- 冷却
- 気密保持
- 清浄分散
- 防錆防蝕

### 潤滑
レシプロエンジンでは金属製のシリンダー内をピストンが毎分数千回上下するほか、クランクメタルやカムなど、金属同士がこすれ合うことによる摩擦によって、金属の磨耗や発熱を生じる。それらを流体潤滑作用・弾性潤滑作用・境界潤滑作用により、摩擦を軽減し、エンジン内各部を潤滑するのが、エンジンオイルの重要な作用である。ロータリーエンジンでは、金属製のハウジングとローターのシール類の潤滑のために吸気に少量のオイルを付加して潤滑している。

### 冷却
エンジンオイルがエンジン内各部を巡る際に、エンジンで発生した熱を奪うことでエンジンを冷却することも、重要な作用である。オイルに蓄えられた熱は、空冷式や水冷式のオイルクーラー、あるいはオイルパン（オイル溜り）等で冷却され、冷えたオイルはオイルポンプによりまたエンジン各部へ送られる。
エンジンオイルによる冷却作用は、空冷エンジンだけでなく水冷エンジンでも重要である。エンジンの構造上冷却水を循環させられない箇所も多く、そういった箇所の冷却は水冷エンジンでもエンジンオイルの冷却作用に頼るしかないからである。
空冷エンジンではシリンダーやヘッド、クランクケースにフィン（ひだ）を設けて冷却を行っているが、高熱となるヘッドのバルブガイドやプラグ周辺には多めのオイルを供給して冷却している。このため、高負荷となる空冷エンジンではオイルクーラーを装備することが多い。また多くの高出力エンジンでは、ピストン裏にオイルを噴出させて冷却している。
通常の空冷エンジンよりもオイルをヘッドに積極的に供給して放熱を強化した油冷エンジンというものも存在する。スズキは過去にSACS（Suzuki Advanced Cooling System）という油冷エンジンを販売していた。現時点ではホンダのCB1100が油冷を併用したエンジンを使用している。
過給器（ターボチャージャー）付きのエンジンの場合、タービンハウジング（タービンを覆う容器）は排気温度（摂氏700度以上）により熱せられ、赤く発光するほどである。そのタービンシャフトの保持（ボールベアリングなどを使わない油膜によるフローティング軸受け）や冷却もエンジンオイルに頼っていたが、最近ではクーラントによる冷却も併用されている。高回転しているタービンの軸受けへのオイル供給が停止されると、金属同士が直接摩擦することで焼きつきが起こりタービンが破損するので、ターボエンジン搭載車では、「高速走行直後はしばらくアイドリングした後にエンジンを止めて下さい」といった内容の注意書きがある。また同じ理由でターボエンジン車にはアイドリングストップ機構を装備していないことが多い。

### 気密
シリンダーとピストンは完全に密着している訳ではなく、熱膨張に対応する面とピストンが運動できるように隙間（クリアランス）が設けてあり、またピストンリングにも切れ目がある。この隙間に入り込んで両者を潤滑するとともに気密性を保持するのも、エンジンオイルの重要な作用である。エンジンオイルはそれらの表面に液体の膜（油膜）を形成する。
もし、この油膜の保持が不十分であればシリンダーに取り込まれた気体が燃焼室から漏れてしまい、正しい燃焼ができなくなる。また、点火した後に膨張した燃焼ガスも同様に漏れてしまい（これがブローバイガスである）、本来の出力を得ることができなくなる。またオイルが動弁系のシールから漏れて燃焼室に入るとオイル下がりとして排気ガスに白煙を発生する。またピストンリングの不良でクランクケース内の油煙が燃焼室に入るとオイル上がりと称して排気ガス白煙を発生する。
シリンダーとピストンの間隙は使用するに従い徐々に増加すると共に、工作精度が低いエンジンなどはこの間隔が広いため、古いエンジンにとってこの気密特性はより重要である。一方、工作精度が高くクリアランスが狭い・加工技術によって元々の気密性が高いエンジン（省燃費エンジンなど）にとっては、適度な気密特性が必要となる。

### 清浄分散
エンジンが稼動すると、その燃料の燃焼過程で主に酸化による化合物やスラッジ等の「汚れ」が発生する。これらの汚れは故障の原因となったり、エンジンの寿命を短くする一因となる。これを防ぐために、エンジン内に発生した汚れを取り込み分散させたり、酸性化を中和するのも、エンジンオイルの重要な作用の1つである。大きなスラッジやゴミはエンジンオイルフィルター（もしくはストレーナ）によって濾過されるようになっている。
こういった作用を持つために、2ストロークエンジン用オイルとは違って4ストロークガソリンエンジン用エンジンオイルではオイルが使用経過と共に汚れていくのは、エンジン内の汚れをオイル内に取り込んでいる結果だからである。ただしこの能力には限界があるために、一定期間ごとに交換する必要がある。なお、オイルの色が黒くなるのは、燃焼で発生した炭化物（スス）を取り込むためであり、色の黒さとオイルの劣化は必ずしも平行しない。ディーゼルエンジンでは炭化物の発生が多いために早期にオイルが黒くなるが、これは必ずしも劣化が原因ではない。
また、給気によって燃焼室に入り込んだ粉塵（主にケイ素酸化物）を洗浄する役割もある。エアフィルターを通して吸気していても、フィルターの目よりも細かい物質は通り抜けるので、それらを取り込んで、粉塵による摩擦を低減させる作用がある。

### 防錆防食
燃料は燃焼によって水分を生じる。また、エンジン内外の気温差による結露によって内部に水分が発生することがある。これらの水分がエンジン内部の部品に錆や腐食を発生させる原因となる。また、燃焼ガスやブローバイガス、あるいはエンジンオイルそのものの劣化などから発生する化合物も、エンジン内を腐食させる。錆や腐食はエンジンの寿命を短くする一因であり、これらの発生を予防するのもエンジンオイルの重要な作用である。
少ない走行距離を頻繁に繰り返す用途ではオイルの温度が上昇せず、燃焼に伴って発生した水分が蒸発しないためにオイルに水分がたまり乳化することがある。基本的にエンジンは適度な温度で稼働することが前提であり、エンジンオイルの温度が低いと粘度上昇による燃費悪化や乳化、発錆がおこり、高温では粘度低下や変質による潤滑性能低下による焼き付きなどが起きやすい。

## オイルの分類

### 対応するエンジン形式による分類
自動車やオートバイ用のエンジンオイルは、以下の3種類に大別することができる。
4ストロークガソリンエンジン用オイル
ガソリンを燃料とする4ストローク機関に対応したエンジンオイル。エンジンの使用経過により性能が低下するために、一定期間ごとに全量を交換するのが一般的整備方法となる。後述する2ストロークエンジンが、自動車排出ガス規制等により一般的でなくなってきている現在では、通常「エンジンオイル」といえばこのタイプを指すことが多い。なおロータリーエンジンは4ストロークエンジンに分類されるが、潤滑のために少量のオイルを燃焼室に注入するポンプがある。
2ストロークガソリンエンジン用オイル
ガソリンを燃料とする2ストローク機関に対応したエンジンオイル。4ストロークと違い、2ストロークではエンジンオイルは燃料（ガソリン）と混合され燃焼してしまうために、交換せずに補充するのが一般的整備方法となる。2ストローク用のオイルはガソリンと混ざりやすく、十分な潤滑性能をもちつつ燃焼しやすく発煙が少ないことが要求される。
一般的な自動車やバイク用の2ストロークエンジンでは、専用のオイルタンクがあり、エンジン回転数とアクセル開度によって適切な量のオイルがポンプによって自動的に混合気に混ぜられる。オイルの自動供給機構がないエンジンでは、あらかじめガソリンに一定の比率で混ぜておく必要がある（汎用エンジンやチェーンソーなどの業務用エンジン等）。ちなみに、前者の方式を「分離給油」、後者の方式を「混合給油」と呼ぶ。
2ストロークエンジンの排気は燃焼温度が低いために窒素酸化物が少ないかわりに、吸気の吹き抜けや燃え残りによる大量の炭化水素を含んでいる。排気対策として、排気に空気を供給し炭化水素を燃焼させる必要があるが、処理の難しい窒素酸化物の処理が不要という利点もある。このため、ホンダは平成10年自動車排出ガス規制に対応した触媒を装備したリード100を2003年まで、ジャイロを2008年まで販売していた。トヨタも初代エスティマに搭載予定の2ストローク「S2」エンジンを開発したが、冷却や燃費の問題と今後強化が予想される排気対策のために実用化されなかった。
ディーゼルエンジン用オイル
ディーゼルエンジンに対応したエンジンオイル。燃料や燃焼の仕組みの違いから、4ストロークガソリンエンジンとは特性が異なり、炭化物や酸化物の発生が多いため、これらに対する性能を強化した専用のものが用意される。ただし、一定期間ごとに交換する点などは4ストロークガソリンエンジン用と同じである。
以前は4ストロークガソリンエンジンと共用できるオイルが多く存在したが、最新のクリーンディーゼルエンジンの排気後処理装置は、亜鉛、カルシウム、リン、硫黄などで性能が低下するため、これらの含有を低下させた専用規格のオイルが使われ、規格併記で共用できるものは減少している。

### ベースオイル（基油）による分類
エンジンオイルはベースオイルの種類や割合などにより次のように分類される。消費者が得られる情報として、化学物質等安全データシート（MSDS（Material Safety Data Sheet））に製品のブレンド内容および毒性などの情報が記されている。
鉱物油（ミネラル）
石油を精製する過程で得られるもの。分子量などは厳密にそろえることができないが比較的安価に製造でき、一般的にはこれが多用される。原油にはナフテン系とパラフィン系があり、一般的な鉱物油の元となる原油は中近東の混合原油、ベネズエラ・オーストラリア・アメリカのメキシコ湾・ガルフコーストから産出されるナフテン系原油、アメリカ・ペンシルベニア州などから産出されるパラフィン系原油などがある。
パラフィン系は直鎖の部分が多く粘度指数が高いため、広い温度の範囲で粘度変化が小さい。ナフテン系は環状構造が多く粘度指数が低いが低温での流動性に優れる。かつてはペンシルバニア産原油から精製したパラフィン系オイルの粘度指数が100で高品質とされていた。今では出量が非常に少なくあまり販売されていない。また、ペンシルベニア産エンジンオイルだと偽り、他国のオイルを販売しているケースもある。
現在では精製技術や改質技術、添加物の性能が向上しているので、パラフィン系油田やナフテン系油田といった原油の産地だけで品質の良し悪しは決まらない。現在の原料としてはパラフィン系オイルが多い。
現時点の代表的な製法としては、重油や軽油を含んだ原油から減圧蒸留を行い炭素数が20-50の油分を抽出する。次に溶剤を用いてアスファルト分を抽出分離（脱瀝）する。必要に応じて直鎖のノルマルパラフィンと枝別れのあるイソパラフィンの比率を調節する（異性化反応）。次に水素分解により炭素数の多いものを炭素数の小さいものに分解する（Hydrocracking）。ナフテン系が多い場合はベンゼン環を開環して粘度指数を高める。必要に応じて不飽和結合をもつ炭化水素に水素を添加して粘度を向上させる（水素添加）。
これらの水素分解の過程で、硫黄分は硫化水素、窒素分はアンモニアとして分離除去される。最後に適切な粘度となるように蝋分を溶剤等で除去する（脱蝋）。さらに色相や酸化安定性等を向上させるために水素化仕上が行われる。このようにして得られたベースオイルにAPIのグレードを実現するための認定を受けた添加剤を配合することで、API認定のグレードを持つ、あるいは同等の性能を持つオイルが完成する。
このようにして高度水素化分解（ハイドロクラッキング）などの改質を行ったものを超高粘度指数油（VHVI油）・グループIII基油と呼んでいる。これを、従来からのPAO系やエステル系と同様に化学合成油と呼ぶかについては論議については意見が分かれており、メーカーにより呼称は異なっている。すなわちメーカーによってVHVI油を合成油、化学合成油、部分合成油、鉱物油などといろいろな名称をつけている。
グループIII基油は部分的な性能はPAOに匹敵もしくは凌駕する面もあり、また比較的安価であることから利用が増えている。主な精油所としては、S-Oil、SK-lubricantなどがある。
部分合成油・半合成油（セミシンセティック、パートシンセティック、シンセティックブレンド）
鉱物油や高度水素分解油にPAOやエステル（あるいは水素化分解油）を混合し、品質を高めたもの。その配合率や基油は日本では規定がなく（海外においても明確な規定はない）、表示義務もないためその詳細は消費者側は不明である。最近は従来配合されていたPAO系化学合成油をグループIII基油に置き換えることが多く、グループIIIベースオイルを部分合成油や半合成油と呼ぶケースもある。グループIIIを合成油とした場合、グループI/IIにグループIIIをブレンドした場合も部分合成油や半合成とすることも可能であり、グループIIIとPAOのブレンドは後述の全合成と呼ぶこともあるので、消費者からの判断はますます困難となっている。
なお添加剤については世界的に数社からAPIの認定をとったパッケージが提供しており、これをVHVI油のベースオイルに配合しAPIに申請することでAPIのグレードが付与される。このような製品ではAPIのドーナツマークの使用が許可されているが、APIグレードに準拠しながらAPIの認定をとっていない製品についてはAPIのドーナツマークがついていない。
現状のエンジンオイルはAPIのSNグレードもしくはSPグレードが中心となっている。これらのAPIグレードに合格するには通常はベースオイルはVHVI油が必要とされている。
フィッシャー・トロプシュ法により一酸化炭素と水素ガスから触媒反応を用いて合成された基油。原油価格高騰のために単価としては石油よりも安価な天然ガス（GTL）から作られることが多い。通常は半合成油に属するが、全合成油とする場合もある。
化学合成油・全合成油・合成油（シンセティック、Fully Synthetic フリシンセティック）
PAO（ポリアルファオレフィン）は工業的には石油から分留したナフサ、もしくは天然ガスから得たエチレンを合成することでαオレフィンとし、それを重合することで成分や分子量を一定にしたもので、グループIVと呼ばれる。重合度を調整することで幅広い粘度を比較的自由に作れる。鉱油に比べると低温流動性、せん断安定性などが安定しており、合成油としては比較的低コストで大量生産が可能な点、鉱油と同様に無極性の炭化水素で鉱油からの置き換えも行いやすいなどという点から、エンジンオイルにおいて一時は最も多用される化学合成油であった。
エステルはポリオールエステル、ジエステル、コンプレックスエステルなどがあり、一般的には動植物の脂肪酸とアルコールを化合して生成される。組み合わせ次第で様々なエステルが存在するため性能や特性は千差万別となる。エステル結合部分のカルボニル基が極性を持ち、特にその酸素原子にあるδ-（負の極性）は、オイル自身を金属表面に吸着させる効果がある。加水分解によって劣化しやすい欠点があるが、現在ではこの欠点を改良したポリオール系のエステルが使われるようになっている。
エステルは極性を持つため、金属に付着しやすく摩耗を減らす働きがあるが、極性があることで、同様に極性を持つ添加剤の働きを阻害することもあり配合に注意が必要である。鉱油やPAOに比べコストも高く寿命も短いことから、エステルを100%使用することは一般的ではなく、配合の成分として使われることが多い。
エステル系とPAO系はともに化学合成油だが、化学的安定性や粘度抵抗など異なった性質をもつ。一般的には化学的安定性の非常に高いPAOに粘度抵抗の小さいエステル系を一部混ぜたものを基油として用いることが多い。100%エステルと宣伝表示されていても、一般用途の100%エステルのオイルは存在しない。
そのほか化学合成油の基油（ベースオイル）として、アルキルナフタレン、ポリブデンなどがある。また、アメリカの広告審議会（NAD）の採決により、高温高圧下で水素、触媒を用いて鉱物油を分解・異性化精製する、ハイドロクラッキングオイル（高度精製油、高粘度指数油、超精製油、グループIIIベース油とも表記される。商品目ではVHVI、MCなど）も化学合成油（シンセティック）として表示される場合が増えている。このため国内においてグループIIIベース、またはPAOにグループIIIをブレンドしたものを化学合成油でなく、全合成油や合成油と表示されることがある。近年流通している安価な全合成油・部分合成油の多くは基本的にこのグループIIIベースである。
植物油
ひまし油など。エステル系であり潤滑性はたいへん優れておりレースに用いられるが、酸化しやすいために現在の一般車ではほとんど用いられない。オイルメーカー（ブランド）のカストロール（Castrol）は、エンジンオイルの原料としてこのひまし油（Castor Oil）を用いていたことにその名を由来する。
一般ユース向きの製品としてはフックス（FUCHS）が植物油ベースの生分解性オイルを販売している。フックスは日本では知名度が低いがポルシェカップのサプライヤーをはじめとする欧米の自動車メーカー（クライスラー、BMW、フォルクスワーゲン、オペル、ポルシェ等）やビルシュタインの新車充填油、承認油（指定油）となっている大手メーカーである（指定油脂が生分解性オイルというわけではない）。また、ベースオイルとしてではなく添加剤としての利用もあり、モチュール（Motul）には化学合成油に植物油と動物脂肪酸を添加した製品が存在する（なお、動物油脂は常温で固体である等の特性の関係からベースオイルには用いられない）。
なお上記の分類はあくまで基油におけるものであり、添加剤の溶剤には基本的に鉱油が用いられるため、例えPAOやエステルベースの化学合成油であっても鉱油を全く含まないというケースはエンジンオイルにおいては極めて限られる。

#### APIによる基油（ベースオイル）の分類
1992年に導入された分類方法。一般ユーザーに直接の関係はないが、業界においては添加剤との組み合わせや処方の変更時などに活用されている。
グループI
粘度指数（VI） : 80 - 120
飽和炭化水素分（Vol．%） : <90
硫黄分（MASS%） : >0.03
主に溶剤精製された鉱物油（ミネラル 石油系炭化水素）が該当する。このグループに満たない鉱物油は少なくとも現代の規格オイルの基油としては採用できない。生産規模は需要や採算性から後述のグループII/IIIが拡大するのに対し縮小傾向となる。しかしグループIIやIIIでは製造されていない高粘度グレードとブライトストックはギヤ油や工業用、船舶シリンダ油などにおいて需要は変わらず高いため、今後の状況によっては供給のアンバランス化が懸念されている。
グループII
粘度指数（VI） : 80 - 120
飽和炭化水素分（Vol．%） : ≧90
硫黄分（MASS%） : ≦0.03
主に水素化処理精製鉱物油（ミネラル 石油系炭化水素）が該当するが、前述の溶剤抽出をアップグレードすることで製造するケースもある。粘度指数自体はグループIと大きな差はないが水素化精製により不飽和炭化水素が減少し、硫黄分が著しく減少している。このため酸化安定性はグループIと比べ秀でている。
グループIII
（ミネラル/シンセティック 石油系炭化水素）
粘度指数（VI） : ≧120
飽和炭化水素分（Vol．%） : ≧90
硫黄分（MASS%） : ≦0.03
高度水素化分解・異性化精製された高粘度指数鉱物油。初期は重質留分などを水素化分解し燃料やガスを製造する工程で残留するパラフィンリッチなボトム留分を利用した副産物であったが、現在では効率的に低コストでグループIII基油を生産するプラントが稼働しており大量生産が行われている。現在では水素化分解のみではなく異性化脱ろうが寄与するところも大きく、場合によってはグループIIの脱ろう工程を異性化脱ろうにアップグレードすることで水素化分解を行わず高ワックス原油の減圧軽油を製造するケースもある。この場合は触媒被毒を考慮すると高ワックスかつ低硫黄な原油が好ましいため資源的・地域的に限られるが、高収率で潤滑油留分が得られる。分類上のグループIIとの違いは粘度指数のみだが、実際のグループIII基油においては不飽和炭化水素、硫黄分ともにグループII基油よりも大きく減少している。
FTワックス（フィッシャー・トロプシュ法により作られたワックス）を水添異性化分解した基油もここに属するが、グループIVに属するとする場合もある。
以上のようにグレードIIIの製法は様々ではあるが、粘度を上昇させるとともに粘度指数に優れる直鎖のイソパラフィン形状を目指すという方向性は同じである。
グループIV
（シンセティック 合成炭化水素）
PAO（ポリアルファオレフィン・オレフィンオリゴマー）
粘度指数（VI） : 120 - 140前後（低粘度グレードの場合）
製法や特徴は前述の通りで重合の度合いで幅広い粘度を製造でき、粘度指数は粘度によって大きく異なる。また粘度が高いほど粘度指数は高くなり、一部の特殊グレードでは300を超えるものも存在する。ただし高粘度なものはエンジンオイルのベースとして使用するには粘度が高すぎるため、エンジンオイルにおいては粘度調整や添加剤としてブレンドされる程度であり配合量はあまり多くはならず、エンジンオイルのベースに使用される低粘度グレードでは粘度指数は極端に高くならない。他の合成油と異なりPAOに対しグループが割り当てられていることからもわかるように潤滑基油において一定の割合を占める。
グループV
グループI〜IV以外。エステル系（ジエステル、ポリオールエステル、コンプレックスエステル）のほか、アルキルナフタレン、動植物油もこのグループに含まれる。グループI〜IV外の全てが該当し鉱物油であってもグループI〜IIIに適合しないものなどもこちらに分類されるするため性質は様々である。エンジンオイルでは主にエステル系が用いられるため、エンジンオイルにおいてグループVといえばエステルを指すことが多い。エステルは設計の自由度が高く様々な仕様のものが製造出来るため粘度指数などはPAO以上に差が生じ、グループIよりも粘度指数が低いものも存在する。安定性や添加剤との相性の点で、特殊な用途を除いてベースにエステルのみを使用することはない。極性の高いエステルはその他の添加剤の働きを阻害することがあり、また極性の低いエステルは高コストであるため、エステル表記があるオイルでも全体から見た配合量少ない。エステルをはじめとするグループV基油は他のベースオイルとブレンドして使用するなど添加剤に近い使われ方をすることが多い。

#### 通例的に使用される分類
上記API分類のグループI〜IIIでは粘度指数の規定があるが幅が広く同一グループであっても粘度指数にある程度の開きが生じる。ベースオイルにおいて粘度指数は重要な要素の1つであるため、各グループの末尾に+を追加表示することにより分類を拡張、細分化したものを使用することがある。以下の分類での粘度指数の数値はen:Lubricant#Base oil groupsを参考にしたが、この分類はあくまで通例的、慣例的なものであり厳格に定義されたものではない。
グループI+
グループIで粘度指数が103 - 108のもの。
基本はグループIと同様の溶剤抽出であるが、精製の調整もしくは何かしらの処理を追加することにより粘度指数などの性状の向上を図ったものが該当する。グループ1＋の本来の目的は粘度指数の向上そのものではなく、低温流動性の向上および蒸発性の低減にある。近年のオイル規格では低蒸発性の規定が厳しく、さらに低温流動性が求められる粘度グレードの需要が高まっており規格や粘度によってはグループ1単独では要求に達しないことがある。その場合一定割合のグループII+/IIIのブレンドが必要となる。グループ1＋ではグループ1に比べ低温流動性・蒸発性が改善しているため、ブレンド時のグループII+/IIIの比率を下げられるというのが生産における主な目的となっている。既存の溶剤精製プラントで低コストで導入が可能となるが、あくまで溶剤精製がベースとなるため通常のグループ1と比べて生産コストがかかるとされる。総合的な性能や生産性は水素化精製に劣り、新規にグループ1＋製造プラントを建造するメリットは薄い。また既存設備を一定規模でアップグレードする場合は精製度が上がるため結果的にグループII/IIIに分類されるため存在的にも性能的にも際立ったものではなく後述のII+やIII+と比較すると表記されることは極めて少ない。
グループII+
グループIIで粘度指数が113 - 119のもの。
基本は従来のグループIIと同様の水素化精製となるが精製の効率化や前後の工程を改良することで粘度指数を含む全体的な性能の向上を図ったもの。主に脱ろう工程を従来の溶剤脱ろうや分解脱ろうから異性化脱ろうとすることで粘度指数を向上させる手法があり、技術的にはグループIIIと重複する部分が多い。粘度指数こそグループIIIには達しないものの、一般的なグループIIIより水素化精製をメインとするため原料からの収率が高い。従来ではグループIIにグループIIIブレンドしていたものをグループII+単独で製造することも可能であるしグループIIIの比率を下げることもできることから、グループIIIに対しても充分な競争力を持つ。アメリカ本土の石油メジャーのプラントではグループIIIではなくグループII+の生産拡大が進んでいる。
グループIII+
グループIIIで粘度指数が140以上のもの。XHVIやワックス高度水素化分解・異性化を行ったものなど粘度指数が140を超える基油が該当する。ただし粘度指数を130以上とする場合もあり140に達しないものでもIII+を称することもある。
大きく分けると低粘度グレードにおいても粘度指数が140を超えるものはワックスを水素化分解・異性化したもの、130を超える程度のものは通常のグループIIIとほぼ同様の精製工程だが高ワックスな原料を用いるのが一般的である。前者におけるワックスは天然ガス由来のGTLワックスや石油由来のスラックワックス等が用いられる。後者の場合は高ワックス原油を用いるか、水素化分解工程の前にワックスを増量することでイソパラフィンを増やし粘度指数を向上させている。前者の場合は（品質にもよるが）比較的高価値となるワックスを原料にする上に、異性化において収率が低下するため製造コストは高くなるが、粘度指数に限れば同粘度のPAOを凌駕する性能を持つ。
近年では大規模なGTLプラントが稼働しはじめているが、これをグループVIに含める場合がある。

##### API分類ではないグループ
グループVI（現在は無効）
PIO（poly internal olefins）ポリインターナルオレフィン/ポリ内部オレフィン
グループVIは欧州のATIEL（Technical Association of the European Lubricants Industry）における分類であり、欧州でのみ規定されるグループとなる。国内でこの分類が用いられることは無い。PAOに近い性質を持つが、PAOがC10デセンなどのαオレフィンを原料にするのに対し、PIOはC15およびC16などの内部オレフィンを原料とする。2003年に定義されたものの製造の見込みがないため現行の規定では消去されている。

### SAE粘度
エンジンオイルは粘度によってその用途や使用環境が異なり、基本的にはメーカー推奨の粘度に従って選定する必要がある。

#### マルチグレード
- 一般車（自動車・オートバイ）に使用されているエンジンオイルの多くで、○○W-●●（例 : 10W-30）のような表記がある。
- ○○Wは低い数字になるほど低温時の始動性が向上する。下記はあくまでも一般的な目安である。
  - 5W : -35℃程度まで
  - 10W : -25℃程度まで
  - 20W : -10℃程度まで
- 粘度表示は●●の部分で、数字が大きいほど動粘度が高い。
- エンジンの常用温度で適切な粘度となるシングルグレードオイル（たとえばSAW20やSAW30）は零度以下になると粘度が上昇し始動しにくくなる。これに対しマルチグレードオイルはベースオイルの粘度が低く低温でも始動しやすい。しかし粘度の低いベースオイルはエンジン常用温度では粘度が低下し潤滑性能が低下する。このため、高温で分子構造が変化して粘度を上昇させる高分子ポリマー等を配合して粘度を保つものがマルチグレード油である。しかし高分子ポリマー等はせん断などの物理的損傷により効果が低下し、また酸化してスラッジの原因となる。
- 粘度が高いことだけがエンジンの保護性能を高めている訳ではなく、ベースオイルの基本性能は大きな要素である。ベースオイルの化学構造によって、温度上昇に対する粘度の低下の具合が異なる。摂氏40度と100度に対する粘度の変化指標として粘度指数があり、この数字が大きいほど粘度変化が小さくすぐれたベースオイルである。
- 一般的に、マルチグレードの下限（○○Wの数値）と上限（●●の数値）との差が少ないほど、ベースオイルに対して高分子ポリマーなどの添加剤の割合が少なく、添加剤の消耗・剪断（せんだん）による粘度変化が少ないとされる。
- エンジンが必要とする粘度は、クリアランスの大きさで決定する場合が多い。
- 発熱量の多いエンジンや、フリクションロスを減らすためにクリアランスが大きく取ってあるレース用車両等は、気密性や潤滑性能を維持するため、高粘度（50番以上）ものを使用する場合が多い。また、総走行距離が多いなどエンジンが摩耗し、クリアランスが大きくなったエンジンには高粘度のエンジンオイルを使用することによって圧縮を維持することが出来る。逆に、現在の省燃費車はクリアランスが小さく、極低粘度の20番等を使用する。
- 粘度が小さい方がオイルの粘性による抵抗が少なくなるので吹け上がりは良くなり、燃費の向上が見込まれる。しかし、タペット音等の雑音の増加、ブローバイの増加やインテークの汚染、指定以下の粘度のオイルではエンジンへ耐久性への悪影響もある。
- 粘度が大きいものは、高温下でも気密性や潤滑性を維持でき、ブローバイも減少する。緩衝性が大きいのでエンジンの静粛性が向上する。しかしオイルの粘性による抵抗が大きくなるので、アクセルレスポンスが緩慢になったり、燃費がわずかに低下する。
- 近年の低燃費車では、燃費向上を目的にオイル粘性による抵抗を下げるため、低粘度のオイルが使われる。2002年以降に発売された車種によっては、粘度の低い0W-20などが推奨されている。近年では0W-16といった低粘度のエンジンオイルも一部の車種に指定している。このようなオイルでは低粘度による潤滑性能の低下を補うために有機モリブデンなどの添加剤が使用されていることが多い。近年の低燃費エンジンは低粘度オイル（0W-20等）を使用することを前提にクリアランスやモリブデンコートなどが設定されており、それ以外のエンジンに低粘度オイルをいれると潤滑性能の低下によりエンジンに悪影響を与える可能性がある。
- 基本的にメーカーが指定する粘度を大きく変えないことが必要である。特に、指定よりも低い粘度（特に高温側）の使用は避けるべきである。負荷の大きい条件や気温が高い条件では、取り扱い説明書に指定されているオイルの範囲で高温側の粘度を多少上げる（5W-30→5W-40にする等）ことが推奨されている。指定よりも低い粘度のオイルでは、潤滑性や気密性を維持することが出来ず、騒音やブローバイの増加などでエンジン性能を損なうだけでなく、ベアリング、ピストン、カムなどの摩耗を促進したり、高負荷時で焼き付きを起こすなど、故障につながる危険性がある。

#### シングルグレード
主にシングルグレードと呼ばれるが、モノグレードと呼ばれる場合もある。マルチグレードが普及する前は外気温（季節）に合わせシングルグレードを使い分けていた。
- 単一の粘度（例：SAE30、10Wなど）を持つエンジンオイル。
- 気温の変化が小さい地域やドラッグレース、工業用など、限られた条件下で使用されるエンジンに使われる。
- 温度に対する粘度変化がマルチグレードより大きい。
- 高温で粘度を増加させる高分子ポリマーが含まれないため、剪断や劣化によりポリマー分子が切断されて起こる粘度低下が少なく耐久性に有利である。
- シングルグレード指定の車両（主に旧車）にマルチグレードのオイルを使用すると、オイル漏れを起こしたり、オイル上がりやオイル下がりなどの不具合が発生することがある。通常オイルシールやガスケットはオイルによって適度に膨化してオイル漏れを防ぐ設計になっているが、新しいマルチグレードオイルのベースオイル（特にPAO系）や添加剤は古い規格のオイルシールやガスケットに対応していないために、オイル漏れやシール類の劣化などのトラブルが発生することがある。

### 規格による分類
- API規格
- ILSAC規格

※APIに正式に申請、パスしたオイルにはドーナツマークが表示され、ILSAC規格をパスしたオイルにはスターバーストマークも表示される。これらはEolcs（Engine Oil Licensing and Certification System）により管理されている。
- SAE規格
- ACEA規格
- JASO規格

廉価価格帯であったり、処方等の関係で規格に近しい性質ながら認証取得に難がある、そもそも規格が廃番となってしまっている等の事情によりオイルの中には規格による認証を取得していないオイルもある（「SN相当」のような表記である場合）。

### 粘度による分類
- SAE粘度
- HTHS粘度

## オイル管理
エンジンオイルは、機械的圧力による分子の剪断（せんだん）、外気による酸化・ニトロ化、熱による重合、燃料やブローバイガスなどの混入・希釈により徐々に劣化する。劣化すると粘度が低下し、エンジン内部の油膜形成が出来なくなり保護性能が失われ、エンジンの故障につながる。そのため、劣化の度合いによりオイルの交換が必要となる。
添加剤配合量にもよるが、鉱物油では約110℃以上、化学合成油でも130℃以上で熱による化学変化などのオイル劣化が始まり、一度劣化したオイルは油膜保持性能や緩衝作用などの性能が低下し回復しない。
オイルの劣化度合いは、目で見る・触る等の簡単な方法で判断できるものではない。一般に指標とされる色の黒さは炭化物によるもので、清浄性や分散性とは直接関係しない。乗用車の場合、使用期間や走行距離（後述）によって交換時期が規定されているが、発電や産業用エンジンの場合、稼働時間で規定される場合が多い。
また、劣化だけでは無く、オイル量のチェックも必要である。エンジンに不具合が無くともオイル量は徐々に減少する（単純に燃料と共に燃焼されるほか、燃料とオイルそれぞれの成分が互いに溶け出して軽質分が燃焼される。特にガソリンエンジンでオイルの銘柄によって排気臭が変わるのはこのため。なお、LPG自動車や天然ガス自動車は燃焼方式はガソリンと共通なのでエンジンオイルも基本的に共用できるが、燃料にオイルの成分が溶け出さないためエンジンオイルによる排気臭はしない）ため、規定量より下回らないように適時補充する必要がある。ただし、一般的には減少量はわずかで、オイル交換時期までに補充を必要とする場合は少ない。大きく減少するようならばオイル漏れやオイル上がり、逆にオイル量が増えた場合は燃料や冷却水等の混入といったトラブルが予想される。ただし、ディーゼルエンジンの場合はDPFを再生させるためにポスト噴射（燃焼行程後の追加噴射）し燃料を触媒内で燃焼させる（すなわちアフターファイアーさせることと同じ）方式をする車種の場合、燃料の一部がシリンダー壁に付着してエンジンオイルを希釈するため構造上オイル量が増えざるを得なくなっているので、ディップスティックに通常の上限下限のみならず別途希釈上限が設けられており、その上限に抵触したら交換する必要がある。

### 自動車
オイル交換は、車両保証の観点でいえば、メーカーが規定しているエンジン使用期間や使用走行距離基準に応じて行うことが必要である。交換や点検管理をしていないと、エンジンオイルはエンジン内の全ての部位に関わるものであることから、エンジンにどんな不具合が生じた場合でも整備不十分によるものと見なされ本来の保証が受けられなくなることが想定される。
しかし、オイルに含まれる基油や添加剤の性状劣化特性からいえば、メーカーの指定交換時期は絶対的なものではなく、あくまで一般的使用条件を想定したものであり、油温やエンジン回転数、ブローバイの量などにより規定より劣化が早い・遅い使用条件も存在する。
メーカーは環境保護とメンテナンスフリーの観点から、以前よりエンジンのオイル容量を増やし、またオイル性能の高いものを使うことによってオイル交換間隔を長くし、オイル廃棄物の量も減らすロングドレーン化が要求されるようになった。この場合、メーカーが性能を認定したロングドレーンに対応したオイルを使用する必要がある。
メーカーは、劣化が早い使用条件としてエンジンオイル以外の消耗品も含めてシビアコンディション（後述）という参考基準を提示しており、概ね一般的な使用の半分の期間・距離での交換を推奨している。日本では夏季にエアコンを使用し渋滞やゴーストップが多い市街地での使用状態はシビアコンディションに相当する。
逆に、平坦地を法定速度付近の一定速度で淡々と長距離を走ることが多いような使用条件の場合、オイルの劣化は一般的使用条件よりも遅くなる。
また点検等でエンジンに不具合が発見され、原因を解決した後や、競技走行等でオイルが高温にさらされた後（後述）の場合にも、オイル交換が必要となる。

#### 軽・普通自動車
軽自動車及び普通車の場合、一般的にオイル交換時期は、オイルの性能低下や量の減少を考慮し、またオイル廃棄物の環境負荷など多くの条件を考慮の上、自動車メーカーによって走行距離や使用期間が指定されている。オイルの劣化を直接判断することは難しいので、走行距離もしくは使用期間ベースとした基準は自動車においてほぼ共通したものとなっている。また、センサーによりオイルの状況を感知、またはエンジンの稼働時間などによってオイル交換の時期を指示する車両もある。なおトヨタ自動車ではオイル交換の目安について、ガソリン車（ターボ車除く）の標準交換時期を15,000km、または1年としている。
- 【自然吸気エンジン】（直噴エンジン・ロータリーエンジンを除く）
  - 交換後走行距離10,000から15,000km
  - 交換後1年
    - （上記の内、どちらかに達した時点で交換）
- 【過給機（ターボ・スーパーチャージャーなど）付きエンジン】
  - 交換後走行距離5,000km
  - 交換後半年
    - （上記の内、どちらかに達した時点で交換）

シビアコンディションで使われた車の場合は概ねこの半分の期間での交換が指定されている。シビアコンディションの定義は、自動車メーカーにより多少の差異はあるが概ね、以下のように定義している。
- 一回の走行距離が、7.0km以下の繰り返しの場合（いわゆる、チョイノリ）。
- 登坂路等の高回転・高トルクを必要とする走行。
- 未舗装路等の粉塵の多い道路の走行。

環境保護を目的として、20,000から30,000kmと長い交換サイクルを指定する自動車もある。欧州車では酸化等の劣化が進みにくい特性を持つエンジンオイルを指定し、オイル容量を多くすることで、長期間使用できるようにしていることが多い。ただし、交換の距離は増えても、期間は大幅には増えていないことに注意が必要である。また、輸入車メーカーでも、天候や渋滞など使用環境の厳しい日本仕様では、交換距離を短くしている車種も多い。
これらの指定は保証期間内でエンジンに支障をきたさないために自動車メーカーとして定めた最低限の要求であり、オイル自体の劣化は徐々に進んでいる。そのため、メーカー指示値を最大として使用条件により早めに交換した方が良いという意見がある。しかし、現在は製造物責任法により取扱説明書の記述に欠陥がある場合は製造物の欠陥と同格に扱われることが規定されており、不具合に繋がる危険性を十分に排除した記載が製造者側に求められているだけでなく、廃棄物などの環境負荷の観点からも、指定交換時期は余裕を持って設定されているとの見解もある。
上記のように自動車メーカーが交換時期を定める一方、一部のオイルメーカーやガソリンスタンド、カー用品店、自動車整備工場等では3,000から5,000kmごとの交換を推奨している。その根拠として、3,000から5,000km程度走行するとエンジンの機械的な騒音が多少高くなることやオイルが汚れて黒くなること、更には特に日本において一般的な自動車ユーザの使用状態が低速・短距離側のシビアコンディションに該当する、などを挙げている。この騒音は機構上問題が無い程度のオイル粘度の低下が主であり、多少大きくなってもエンジンが故障するものではない。また、オイルが黒くなるのは清浄作用が働いているためであり、早くて1,000kmほどで黒くなる場合もある（ディーゼルエンジンの場合黒くなるのが早い場合がある）が、黒くなったからといっても直ちに性能が劣化しているとはいえない。これら言説では劣化状況の説明として不十分である。ほかに交換推奨距離を短くする理由として、摩耗防止性能が新油の7 - 8割程度に劣化する距離で設定している場合もある。
これらの業者により、オイルの特性による正常な現象を故障に結び付く要因として消費者の不安を煽るような表現を用いた交換推奨が行われるのは、頻繁なオイル交換によるオイルそのものの拡販、来店頻度を増やすことによる整備用品拡販・整備業務受注の拡大を狙ったものという批判がある。オイルメーカーは、環境問題への配慮から交換時期を長期化したロングドレインオイルの開発が求められている。学術的研究としては長寿命化に取り組んでいながら、広報上は一般的取扱説明書記載時期よりかなり短期での交換を推奨をするオイルメーカーもあり、そうした不誠実な対応もこの疑惑を強めている。
使用者としては、車種毎に決められたオイル交換時期やシビアコンディションの定義を参考に、油量などの適切な点検を行った上でオイル交換の頻度を決めることになる。
- すすの出やすいガソリン直噴エンジンやロータリーエンジン、は、一般的なガソリンエンジンよりもエンジンオイルにとって厳しい条件となるため、短期間での交換が推奨されている場合が多い。また、専用純正オイルが用意されている場合もある[注 2]。また、ロータリーエンジンでは、専用のエンジンオイル（マツダ純正 シンセレネシス）が指定されている。
- 化学合成油の種類とオイルシール等の材質の相性によって、膨潤効果や収縮効果が異なるために油漏れを起こす場合がある。古典的な鉱物油を前提として設計されている旧車では、あえて鉱物油を選択する場合がある。
- エンジンオイル交換の際に上限を超えた量を注入すると、エンジン内部（クランク等）にオイルが干渉して内部抵抗が増え、燃費が悪化したりオイル中に気泡が発生してブローバイが増加し、エンジンオイルの寿命が縮まることがある。そのため、オイルは適正な量を充填しなければならない。

#### 大型車
大型車の場合、エンジンオイルの交換間隔の設定が長い場合がある。これは、乗用車に比べてオイルの使用量が多いこと、相対的にエンジンが低回転域で運用が多いなどの理由がある。もちろん、使用説明書に従ってオイル交換は必要であることに変わりはない。

#### ディーゼル車
ディーゼルエンジンはガソリンエンジンより圧縮比が高く排気ガスにパーティクルや酸化物が多いためオイルの劣化が早い。国産メーカーのディーゼル車のオイル交換推奨距離は5,000km程度（トヨタ車）とガソリン車より短く設定されている。エンジンオイルの色は交換後でも早期に黒くなるが、オイル交換は色よりも走行距離や稼働時間で管理する。
最新のディーゼルエンジンでは燃料やオイルに含まれた硫黄や窒素が灰分となってDPFを詰まらせるために、これらを低減させた指定のオイルが必要である。このため、DPF装着車では。この問題への対策として日本技術会の規格であるDH-2規格のオイルを使用することが必須である。さらに新しい規格として軽量車向けのDL-1が存在するが、これは重量車向けのCF規格やDH規格（DH-1/DH-2）、また欧州向けのACEAのCカテゴリやEカテゴリの規格と基本的に互換性が無い（例：DL-1/DH-2/CF-4/C3/E9）。最新のディーゼルエンジンに使用するオイルについては取扱説明書の注意をよく確認する必要がある。
ディーゼルエンジンは、走行距離の多い長距離トラックなど営業車等に使われる場合が多く、オイルの交換頻度は車両の維持費、多忙な運転時間を割いての交換作業、台数が多ければ会社の経営に影響を与える。このため、ススの分散性、耐磨耗性を添加剤で補いロングドレン化を図ったオイルを使用することにより、高速道路での走行を主体とすることを前提に10万kmの交換間隔を指定している商品がある。
ディーゼルエンジンが多く使われている欧州では、環境保護と資源保護の観点からロングドレン可が進んでいる。例えば、フォルクスワーゲンの場合ガソリン車（VW504規格）30,000km/2年に対しディーゼル車（VW507規格）では最大で50,000km/2年となっている。

#### オートバイ（自動二輪車）
オートバイでは、4ストロークガソリンエンジンか2ストロークガソリンエンジンを搭載するものの2種類が一般的である。ロータリーエンジンやディーゼルエンジンを搭載するものは非常に稀である。ここでは一般的なガソリンエンジンについてのみ述べる。
4ストロークエンジンを搭載するオートバイでは、スクーター等の無段変速機装着車や、レース用車両等の乾式クラッチ装着車などを除き、エンジンオイルがトランスミッションやクラッチの潤滑や冷却を兼ねているため、排気量の割にオイル量が多い。オートバイ用エンジンは一般的な自動車用エンジンと比べて水冷式より空冷式が多いためオイルが高温となりやすく、また常用回転数が高く小型高出力のために劣化が早い傾向がある。これらの理由から、一般的な自動車よりも早い交換時期（1/2程度かそれ以上）が設定されている車種がある。また空冷式の大型車では、20W-50など粘度が非常に高いオイルが指定されている場合が多い。
なお湿式クラッチを採用するエンジンでは、自動車用では一般的な減摩剤によってクラッチの滑りが生じる場合がある。そういったトラブルを防ぐために、オートバイ専用オイルとして、自動車技術会の定めたMA,MA1,MA2,MBという4種類のJASO（日本自動車規格）と呼ばれる規格がある。
2ストロークエンジンを搭載するオートバイでは、エンジンオイルをガソリンに混ぜて共に燃焼させる構造なので、オイルの成分が排気ガスの成分に影響しやすい。このため、潤滑性能に環境性能を含めた2ストロークエンジンオイルの性能の規格としてFB、FC、FDという3種類のJASO規格がある。2ストロークエンジンでは、エンジンオイルと別にトランスミッションやクラッチを潤滑するオイル（ミッションオイルやギアオイルと呼ばれる）がエンジンに注入されており、これも定期的に交換する必要がある。ミッションオイルは4ストロークエンジンオイルより負荷が少なく、劣化する要因も少ないために、その交換時期は長めに設定されていることも多い。ただし、ミッションオイルに自動車用エンジンオイルを流用すると湿式クラッチで滑りが発生する場合がある。
スクーターでは湿式クラッチが使われていないので、自動車用エンジンオイルを使用しても粘度が指定範囲であれば不具合は起きない。

### 航空機

#### 一般航空機
レシプロエンジン推進の航空機においては、オイル交換の時期は、各機体のメンテナンスマニュアルを参照する。
- ジェットエンジン規格
  - 〈MIL-L-7808〉 ジエステル TYPE I
    - （商品名）
      - ESSO Turbo Oil 2389/2391
      - Mobil RM 201A/248A
      - Aeroshell Tubine Oil 308
      - Stuffer E-6825
      - Royal Lubricant co. Royco 808H

  - 〈MIL-L-23699〉 ポリオールエステル TYPE II
    - （商品名）
      - Mobil Jet Oil II
      - ESSO Turbo Oil 2380
      - Castrol 205
      - Texaco 7388
      - Sinclair Turbo S II
      - Aeroshell Turbine Oil 500/550
      - Stauffer Jet II

## オイルフィルター
オイルフィルターとは、別名オイルエレメントとも呼ばれ、4ストロークガソリンエンジンやディーゼルエンジンに備えられたオイルの濾過装置である。
エンジンオイルにはエンジン内部で発生する汚れやゴミ、摩耗によって発生する金属成分を濾過するためにオイルフィルターが設けられている。現在ではほとんどの自動車やオートバイのエンジンにオイルフィルターが装備されているのが一般的だが、設計年代の古いエンジンや簡素な設計のエンジンではオイルフィルターがなく、より簡単な金網状のオイルストレーナー、もしくは、流入するエンジンオイルの圧力で受動的に回転する遠心分離器が付いているだけのものもある。
オイルフィルターは、オイル内に取り込まれていた金属粉やスラッジ（ホコリや燃焼カスなどの不純物）を濾し取ることでエンジンの損傷を防止するが、フィルターの目を細かくして濾過能力を上げ過ぎると油圧上昇や目詰まりなどの不具合を引き起こすため、通常は50ミクロン以上のものを濾過するように設計されている。
多くのエンジンでは、オイルフィルターが目詰まりをした場合やオイルの粘度が高くなりすぎる冷間始動時を想定して、ある程度油圧が上昇するとフィルターをバイパスする機構を備えている。この機構はあくまで一時的なものであり、バイパス弁が開いた状態で常用することはエンジン保護のために好ましくないので、オイルとフィルターは定期的に交換するのが原則である。

### オイルフィルターの交換
オイルフィルターは主に50ミクロン位までの異物を除去するように設定されている。新品時は目が粗く、50ミクロンより大きい異物を通す傾向がある。使用を続けると目が詰まって50ミクロン以下の異物も濾過するようになる。したがって、オイルフィルターを頻繁に交換すると、目が粗い状態でフィルターを常に使用することになり好ましくない。しかし、長時間交換せずにフィルターの目が詰まってバイパス弁が開く状態で使用することもエンジンにとって好ましくない。
従って、ある程度目詰まりした状態で、かつ、バイパス弁が開かない範囲での使用が推奨される。通常メーカーはオイル交換2回から数回に1回のオイルフィルターの交換が指定されている。
フィルターを交換した場合は、フィルター内部に含まれていた分のオイル量が不足するため、フィルターのサイズに応じてオイル交換のみの場合より余分にオイルを充填する必要がある。なお、自動車の取扱説明書に記載されているオイル充填量は、フィルターとオイルを共に交換する時の量を示している場合か、それに加えてオイルのみ交換する時の量を併記している場合が多い。オイルフィルターを交換する場合はパッキンにオイルを少量塗布し、まず手で締込み、最終的にトルクレンチで規定値まで締め込むことが望ましい。フィルターの締めすぎは、交換不能など、後々トラブルとなりやすい。
フィルターユニット全体を交換するカートリッジ式が普及する以前から、フィルターケース内部のろ紙（エレメント）のみを交換する方式があり、現在でも船舶、産業用を始めとした大排気量エンジンでは一般的である。近年、環境負荷低減のため乗用車や軽量商用車でもこの方式を採用する例が増えており、欧州車ではこれが主流で、日本車でもトヨタ、日産のエンジンに関してはこの方式を採用する例がある。この場合、指定のパッキン（Oリング）も同時に交換する。

## 油量・油温・油圧

### 自動車
一般的な乗用車（排気量2,000ccクラス）のエンジン内部に必要なエンジンオイルは4リットル弱である。最近の乗用車では、特に小排気量エンジンを搭載している車種を中心に3リットル程度で済むものも多い。ハイブリッド自動車の場合は、車体が1,800ccクラス - 1,600ccクラスに見えてもガソリンエンジン自体は1,300cc相当であることもあり、エンジンオイルの規定量は3リットル前後である。
一方で3,000ccを超える大排気量車や空冷式の車は一般的にオイル量が多い。また、過給器搭載車や直噴エンジン搭載車は、オイルの負担が重いために意図的にオイル量を増やす傾向がある。また、欧州車は高速で長距離を移動する用途が多く、またオイル交換間隔が長いため、一般にオイルの量が日本車より多い。例えば、ベンツは小排気量の一部車種を除き5.5 - 9リットルが標準であり、BMWも2,000cc以上ならば6.5リットル程度が標準である。ディーゼルエンジンの場合も、先述したようにオイル汚れや油量減少が激しいため、旧型の一部車種を除きオイル量はガソリン車に比べてかなり多くなる。5リットル - 9リットル程度が標準である。
大型トラックやバスは、エンジン自体が大きく、オイル量は数十リットルにもなりうる。なお、ディーゼル微粒子捕集フィルターを持つ車種でフィルターの再生のために燃焼行程後に燃料を追加噴射する「ポスト噴射」方式で触媒を燃焼させる車種の場合、燃料の一部がシリンダー壁に付着してエンジンオイルを希釈し、走行距離が短いとオイル量が増えるという問題があり、レベルゲージの通常の上限のさらに上の印に達した場合は交換する必要がある。

## 主なエンジンオイル製造メーカー・ブランド
- アジップ（Eni）
- アムズオイル（AMSOIL）
- アラール
- アマリー
- 出光興産
- ENEOS
  - EMGルブリカンツ
- EPL
- エクソンモービル
  - モービル1
- エコ アドバンスジャパン
- エルフ（トタル）
- OMV
- オメガオイル
- オベロン
- カストロール
- カルテックス
- ガルフオイル
- Q8
- クェーカーステート
- KENNOL（ケノール）
- ケンドル（ケンドール）
- コノコフィリップス
- ザーレン・コーポレーション
- シェブロン
- スピードハート（speedHeart）
- テキサコ
- シノペック（中国石油化工）
- JUMP OIL（ジャンプ オイル）
- Tuner's（チューナーズ）
- シェル

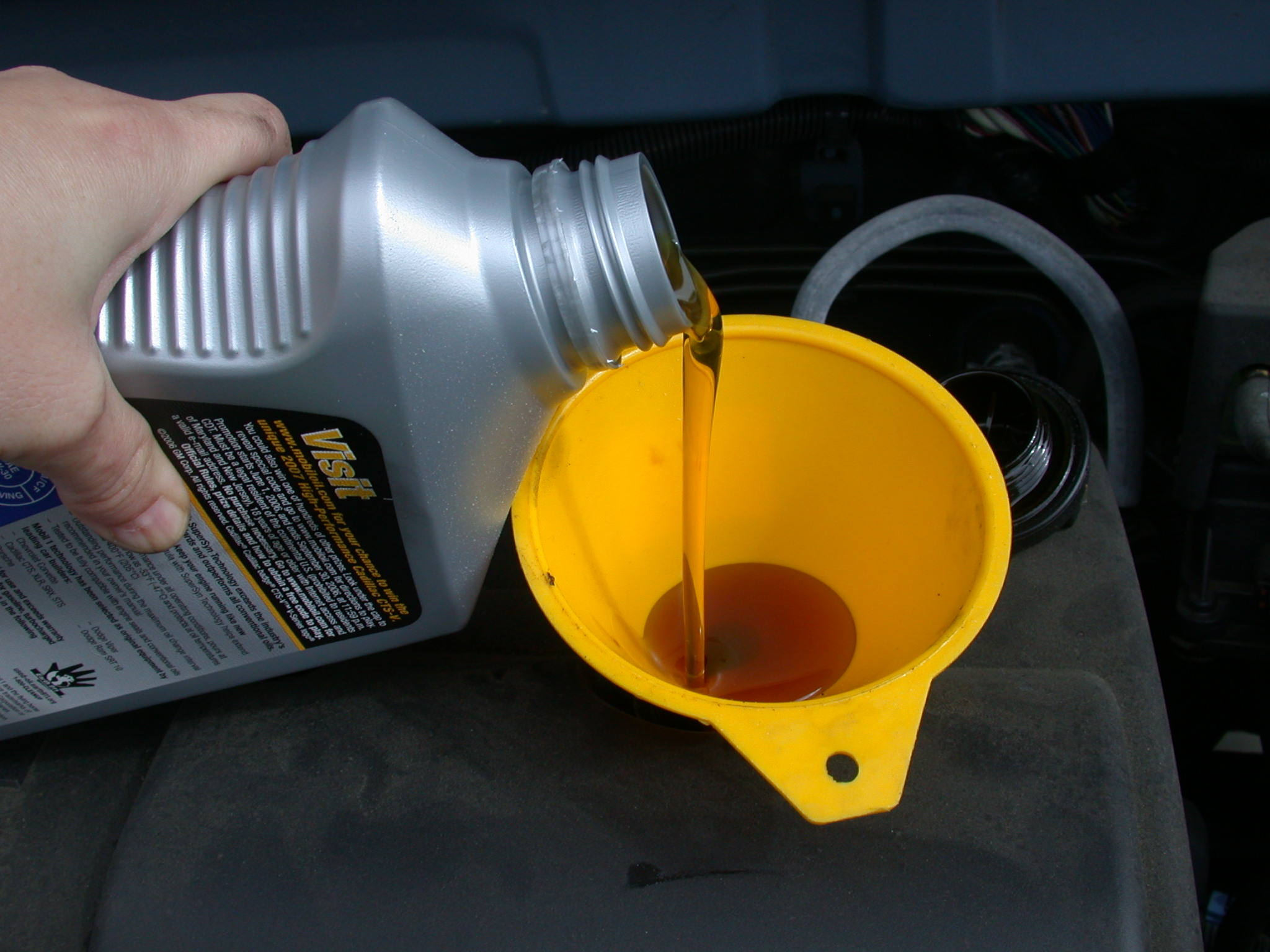
エンジンオイルの注入

  - シェルルブリカンツジャパン（旧昭和シェル石油の潤滑油事業）
    - レッド アンド イエロー
- スノコ
  - 日本サン石油
- スミックス（エスアイエナジー : 旧住商石油）
- シルコリン
- ダッカムス
- チタニック
- トタル
- 76ルブリカンツ
- ニューテック
- NEWEST
- バーダル
- パノリン
- バルボリン
- ペトロナス
- ペトロブラス
- ペトロフィナ（トタル）
- ベリティ（三和化成工業株式会社）
- ベルレイ
- ペンゾイル
- ペンライト（PENRITE）
- フックス（Fuchs）
- BP
- ポロ
- モチュール
- ヤッコ（fr:Yacco）
- リキモリ
- ルブテック（Lubtech）
- レプソル
- RED SEED
- レッドライン（en:Red Line Synthetic Oil Corporation）
- ロイヤルパープル
- 和光ケミカル
- 中国興業
  - SEAHORSE
  - DAYTONA
  - DAYTONA Pro-Spec